# Risieri Frondizi
Risieri Frondizi (Posadas, 20 de noviembre de 1910 - Waco, 23 de febrero de 1983) fue un filósofo y antropólogo argentino, rector de la Universidad de Buenos Aires.

## Biografía

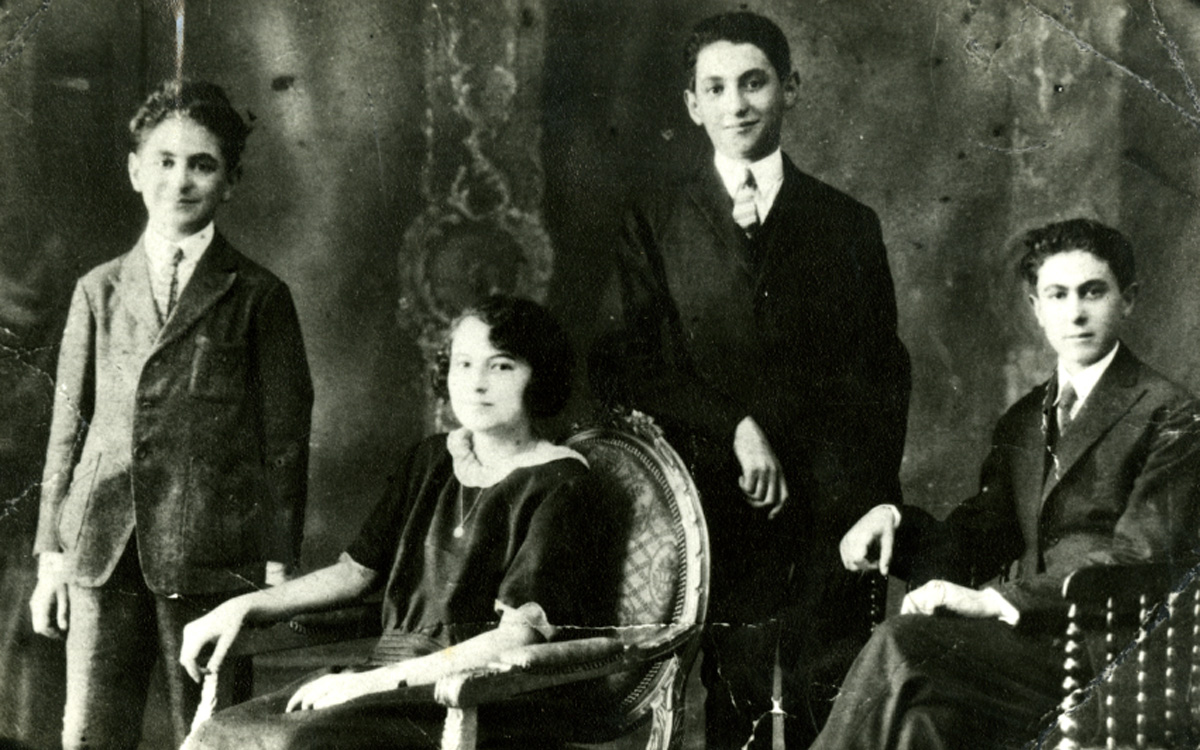
Cuatro hermanos de la familia Frondizi (de izquierda a derecha): Silvio, Liduvina, Arturo y Risieri (1915 aprox.).

Era hijo de Julio Frondizi, un constructor de caminos y puentes, e Isabel Ercoli. Ambos, poco después de casarse, habían llegado al país a comienzos de la década de 1890 provenientes de Gubbio, región de Umbria, Italia. Julio logró una posición holgada para su hogar como contratista de obras. El matrimonio tuvo en total catorce hijos, ocho varones y seis mujeres: Luidina (n. 1887), Ubaldo (n. 1888, y fallecido a corta edad), Tersilia (n. 1889) y Liduvina (n. 1891), todos ellos nacidos en Italia; y Américo (n. 1896, futuro graduado en farmacéutica), María (n. 1897, y fallecida a corta edad), Virginia (n. 1899, futura profesora de educación primaria), Ricardo Amadeo (n. 1900, futuro famoso profesor de inglés), Giulio (n. 1901, futuro funcionario público), Isabella (n. 1903), Oreste (n. 1905, futuro funcionario público), Silvio (n. 1907, futuro político y abogado, además de teórico del marxismo, y que sería asesinado en 1974), Arturo (n. 1908, Presidente de la Nación Argentina), y Risieri (n. 1910, futuro filósofo y rector de la Universidad de Buenos Aires).
Se recibió como profesor de filosofía en el Instituto Nacional del Profesorado de Buenos Aires en 1935.

### Hacia Harvard

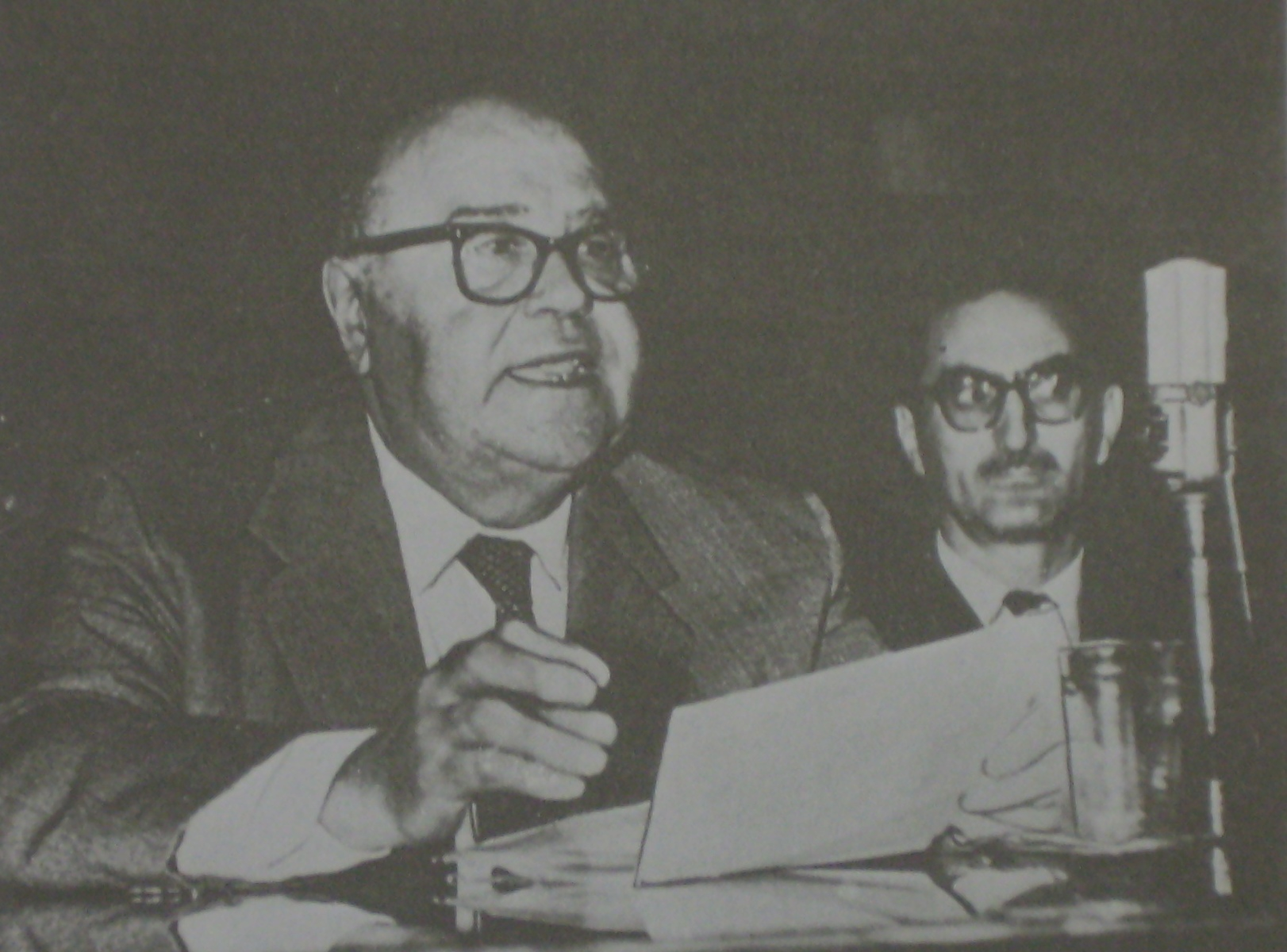
Francisco Romero y en el fondo con Risieri Frondizi.

Gracias a una beca universitaria que ganó, pudo realizar sus estudios en la Universidad de Harvard, bajo un grupo de distinguidos filósofos, entre ellos Alfred North Whitehead, Clarence Lewis, Ralph Barton Perry, Wolfgang Köhler, William Hicking. Este fue el período de su vida más decisivo en su formación de estudio y como persona. En particular, se inspiró de Whitehead, por su tesis de que la realidad es un proceso, que está en constante movimiento y que constituye una unidad orgánica; de Köhler, por el interés por la fecundidad del concepto de Gestalt, que más tarde Frondizi aplicaría a sus propias teorías del yo y de los valores. En 1933 estudió en Buenos Aires con Francisco Romero, con quien mantuvo una relación hasta la muerte del mismo.

### Otros horizontes

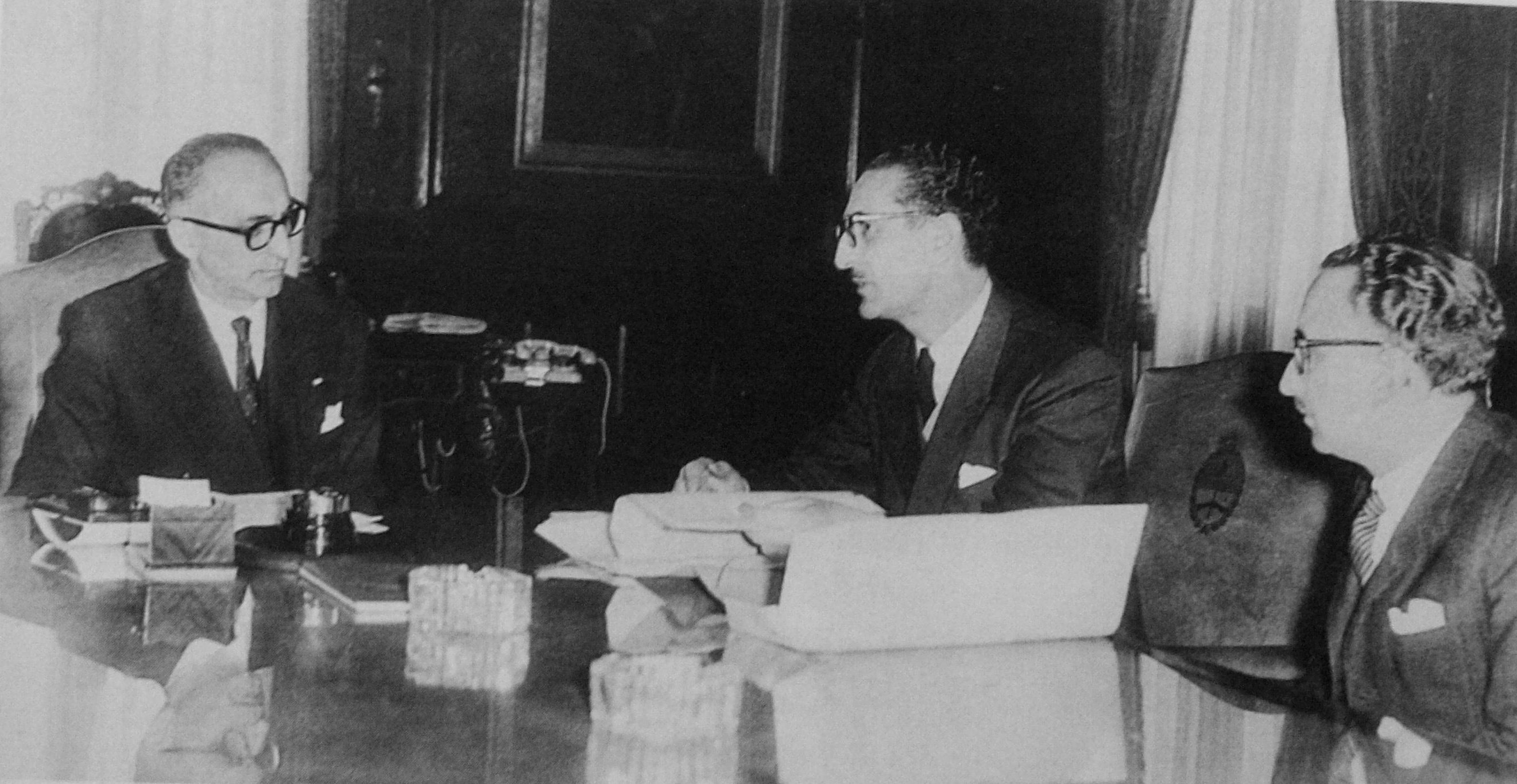
El rector de la UBA Risieri Frondizi habla con Arturo en medio del debate de laica o libre.

En 1937 se fundó el Departamento de Filosofía y Letras de la Universidad Nacional de Tucumán que más tarde, bajo la dirección de Frondizi, se convirtió en la Facultad de Filosofía y Letras. Frondizi fue incluido en el grupo fundador de la Facultad y permaneció en esa universidad desde 1937 hasta 1946, con una interrupción de un año, de 1943 a 1944, en el cual obtuvo una beca para cursar estudios de postgrado en la Universidad de Míchigan en Ann Arbor. Allí, dos filósofos ejercieron suma influencias sobre él: Roy Wood Sellars y Dewitt Parker. 
Los años en que Frondizi estuvo en Tucumán, fueron muy importantes para su formación y maduración filosófica. Entre Tucumán y Míchigan escribió su primera obra. Después de recuperar su libertad, (había sido encarcelado ilegalmente), le entregaron una invitación de [cita requerida]parte del escritor Mariano Picón Salas, Decano de la Facultad de Filosofía y Letras de la Universidad Central de Venezuela, en Caracas. Frondizi aceptó la invitación, y se convirtió de nuevo en profesor fundador de una Facultad, y permaneció en Caracas dos años académicos.

### Rector de la UBA
En 1957, durante el gobierno de la autodenominada Revolución Libertadora, Risieri Frondizi fue nombrado rector de la Universidad de Buenos Aires. En los años en que ocupó ese cargo, Frondizi impulsó la construcción de la Ciudad Universitaria, se implementaron dedicaciones exclusivas en la parte docente, gracias a la promoción de actividades de investigación, se fundó Eudeba, se comenzó la publicación de la Guía del Estudiante, se creó la Escuela de Salud Pública, se dio mayor impulso a la tarea del Departamento de Orientación Vocacional y se extendió el sistema de becas a estudiantes y graduados. Estos logros fueron realizados con restricción en el presupuesto e inestabilidad política del país, su hermano Arturo Frondizi fue derrocado en 1962, y sufrió varias amenazas de golpe de Estado. Era un momento de democracia débil, a causa de los anteriores golpes de estado.

## Las obras
Sus obras y la claridad de sus pensamientos hicieron que Frondizi adquiriera un prestigio internacional. Fue miembro permanente del Instituto Internacional de Filosofía de París, Presidente de la Sociedad Interamericana de Filosofía, de la Unión de Universidades de América Latina, y también miembro del comité ejecutivo de la Sociedad Internacional de Filosofía. Fue profesor honorario de varias universidades latinoamericanas. Los escritos de Frondizi se encuentran en diversas antologías, en español e inglés.
A lo largo de su carrera y en su obra, se advierte que Frondizi tiene un creciente interés por esclarecer los problemas sobre el ser humano, su conducta, la ética, la axiología, y la filosofía de la educación. Para Frondizi, la teoría filosófica tiene sentido en relación con una praxis, a un estilo de vida. Precisamente fue este mismo estilo de vida filosófico y de inspiración socrática el que Frondizi puso en práctica e hizo que ganase aprecio y respeto, no sólo de sus alumnos, colegas y amigos, sino aún de aquellos que están en desacuerdo con sus ideas.

## Obras
- El punto de partida del filosofar (1945 y reeditado en el 1957)
- Substancia y función en el problema del yo (1952)
- ¿Qué son los valores? (1958)
- Hacia la universidad nueva (1958)
- La universidad y sus misiones (1959)
- La Universidad en un mundo de tensiones. Misión de las Universidades en América Latina (1971)
- Introducción a los problemas fundamentales del hombre (1977)
- Descartes (1991)